# Юрґен Плаґеманн
Юрґен Плаґеманн (нім. Jürgen Plagemann, 28 грудня 1936) — німецький академічний веслувальник.
Срібний призер Олімпійських Ігор 1964 року в складі вісімки.
Чемпіон світу 1962 року в складі вісімки.
Чемпіон Європи 1963, 1964 років у складі вісімки.